# 日本原駐屯地
日本原駐屯地（にほんばらちゅうとんち、JGSDF Camp Nihonbara）は、岡山県勝田郡奈義町滝本に所在し、中部方面特科連隊第3特科大隊等が駐屯する陸上自衛隊の駐屯地。

## 概要
1965年（昭和40年）3月31日に開設され、駐屯地司令は、中部方面特科連隊第3特科大隊長が兼務する。最寄の演習場は日本原演習場で日本原駐屯地業務隊が管理する。演習場の都合等で四国が警備担当の第2混成団の創隊時には第2混成団特科大隊、第2混成団戦車隊が、第14旅団の創隊時には第14旅団隷下の第14戦車中隊が同駐屯地に駐屯していた。
一時期は90式戦車と89式装甲戦闘車（両車とも試作車、現在は陸上自衛隊広報センターにて展示）が展示されていた。駐屯地警衛所前の装備品展示場に多連装ロケットシステム（MLRS）、203ｍｍ自走榴弾砲、87式砲側弾薬車が展示されている。

## 沿革
- 1965年（昭和40年）
  - 3月31日：第13特科連隊第2特科大隊が姫路駐屯地から移駐し、駐屯地が開設[1]。
  - 6月14日：第13戦車大隊が今津駐屯地から移駐。
- 1971年（昭和46年）3月25日：第13特科連隊の主力（第1特科大隊を除く）が姫路駐屯地から移駐。
- 1981年（昭和56年）3月25日：第2混成団（善通寺駐屯地）の新編に伴う改編。

1. 第2混成団特科大隊を第13特科連隊第4特科大隊および第5特科大隊第12射撃中隊を基幹に、第6特科大隊から1個高射中隊を編成編合して新編。
2. 第2混成団戦車隊を第13戦車大隊第4戦車中隊を基幹として新編。

- 1990年（平成02年）3月26日：戦車の北転事業により第2混成団戦車隊を廃止。
- 1991年（平成03年）3月29日：第13特科連隊から第6特科大隊を分離・独立し、第13高射特科大隊として新編。
- 1994年（平成06年）3月29日：第2混成団特科大隊が松山駐屯地に移駐。
- 1999年（平成11年）3月29日：第13師団の旅団への改編。

1. 第13特科連隊が第13特科隊に縮小改編。
2. 第13戦車大隊が第13戦車中隊に縮小改編。
3. 第13高射特科大隊が第13高射特科中隊に縮小改編。

- 2006年（平成18年）3月27日：第2混成団が第14旅団に改編され、第14戦車中隊および第14後方支援隊戦車直接支援小隊が新編。
- 2008年（平成20年）3月26日：第13特科隊第4射撃中隊および第13戦車中隊第4戦車小隊が廃止。
- 2015年（平成27年）3月26日：会計隊の改編に伴い、第421会計隊が廃止され、第356会計隊日本原派遣隊が設置される。
- 2018年（平成30年）3月26日：

1. 第14戦車中隊が第15即応機動連隊の機動戦闘車隊として改編のうえ、善通寺駐屯地に移駐。
2. 第14後方支援隊第2整備中隊戦車直接支援小隊が廃止。

- 2024年（令和06年）3月21日：改編。

1. 第13特科隊を廃止し、方面隊直轄の中部方面特科連隊第3特科大隊を新編[2]。
2. 中部方面特科連隊第3特科大隊長を駐屯地司令に職務指定[3]。
3. 第13偵察隊と第13戦車中隊を統合し、出雲駐屯地に第13偵察戦闘大隊を新編[4][5]。

## 駐屯部隊

### 中部方面隊隷下部隊
- 第13旅団
  - 第13高射特科中隊
  - 第13後方支援隊
    - 第2整備中隊
      - 高射直接支援小隊：第13高射特科中隊を支援
- 中部方面特科連隊
  - 第3特科大隊
  - 情報中隊
    - 第3情報小隊
- 中部方面後方支援隊
  - 第308特科支援中隊
    - 第3整備支援小隊：第3特科大隊等を支援
- 中部方面会計隊
  - 第356会計隊
    - 日本原派遣隊
- 中部方面システム通信群
  - 第104基地システム通信大隊
    - 第312基地通信中隊
      - 日本原派遣隊
- 日本原駐屯地業務隊

### 防衛大臣直轄部隊
- 中部方面警務隊
  - 第132地区警務隊
    - 日本原派遣隊

## 駐屯地司令
| 官職                                          | 階級    | 氏名     | 補職発令日     | 前職                    | 出典  |
| --------------------------------------------- | ------- | -------- | -------------- | ----------------------- | ----- |
| 中部方面特科連隊第3大隊長 兼 日本原駐屯地司令 | 2等陸佐 | 倉本貴史 | 2024年03月21日 | 第1特科団 団本部第4科長 | [ 3 ] |

## 過去の駐屯部隊
- 第2混成団戦車隊：1981年（昭和56年）3月25日新編。1990年（平成02年）3月26日廃止。
- 第13特科連隊：1999年（平成11年）3月29日第13特科隊に改編。
- 第13戦車大隊：1999年（平成11年）3月29日第13戦車中隊に改編。
- 第13高射特科大隊：1999年（平成11年）3月29日第13高射特科中隊改編。
- 第14戦車中隊：2006年（平成18年）3月27日新編。2018年（平成30年）3月26日廃止。
- 第14後方支援隊戦車直接支援小隊：2006年（平成18年）3月27日新編。2018年（平成30年）3月26日廃止。
- 第13特科隊：1999年（平成11年）3月29日新編。2024年（令和06年）3月20日廃止。中部方面特科連隊第3大隊に改組。
- 第13戦車中隊：1999年（平成11年）3月29日新編。2024年（令和06年）3月20日廃止。第13偵察戦闘大隊に改組。
- 第13後方支援隊第2整備中隊特科直接支援小隊：2024年（令和06年）3月20日廃止。
- 第13後方支援隊第2整備中隊戦車直接支援小隊：2024年（令和06年）3月20日廃止。

## 最寄の幹線交通
- 高速道路：中国自動車道津山IC
- 一般道：国道53号、国道429号、岡山県道51号美作奈義線、岡山県道353号石生奈義線
- 鉄道：JR西日本因美線・高野駅
- バス：中鉄北部バス「自衛隊前」停留所
- 港湾：水島港（特定重要港湾）、宇野港 、岡山港（重要港湾）
- 飛行場：岡山空港（岡山桃太郎空港、地方管理空港）、岡南飛行場（その他の空港）

## 重要施設
- 玉島発電所（出力120.0万kW。石油）（倉敷市）
- 水島発電所 （出力62.1万kW。石炭、LNG）（倉敷市）
- 新成羽川発電所（出力30.3万kW。水力）（高梁市）
- 新岡山変電所（超高圧変電所）（高梁市）
- 東岡山変電所（超高圧変電所）（赤磐市）
- 岡山変電所（一次変電所）（岡山市）
- 新倉敷変電所（一次変電所）（倉敷市）
- 児島変電所（中間変電所）（倉敷市）
- 井原開閉所（井原市）
- 新岡山幹線（新岡山変電所から東岡山変電所までの約90kmを通過する、50万Vの超高圧送電線）
- 本四連系線（東岡山変電所から讃岐変電所までの約130kmを通過する、50万Vの超高圧送電線）
- 日野幹線（新岡山変電所から日野変電所までの約50kmを通過する、50万Vの超高圧送電線）
- ENEOS水島製油所（原油処理能力は日量34.5万バレル）（倉敷市）
- 倉敷国家石油ガス備蓄基地（現在建設中、2009年完成予定。プロパン、ブタンの両計40.0万tを備蓄する予定）（倉敷市）
- JFEスチール西日本製鉄所倉敷地区（日本最大の製鉄所の一角を成す）（倉敷市）
- 三菱ケミカル水島事業所（大規模エチレンプラントを有する）（倉敷市）
- 瀬戸大橋